# جوسيف إيشر
جوسيف إيشر (و. 1885 – 1954 م) هو سياسي، ومحامي سويسري، توفي في برن، عن عمر يناهز 69 عاماً.

## مناصب
تولى منصب عضو المجلس الفيدرالي السويسري (14 سبتمبر 1950–9 ديسمبر 1954)
- عضو المجلس الوطني السويسري (7 ديسمبر 1925–6 ديسمبر 1931)[1]
- رئيس المجلس الوطني السويسري  [لغات أخرى]‏

.

## التعليم
تعلم في جامعة برن
.

## روابط خارجية
- جوسيف إيشر على موقع مونزينجر (الألمانية)